# Nasir asz-Szami
Nasir asz-Szami, Nasser al-Shami, Naser El-Shami (ur. 27 lipca 1982) – syryjski bokser, brązowy medalista olimpijski z Aten.

## Kariera amatorska
W 2004 r. zdobył brązowy medal w wadze ciężkiej na igrzyskach olimpijskich w Atenach. W półfinale przegrał z Odlanierem Solísem, odpadając z dalszej rywalizacji.